# Wolfgang Hörl
Wolfgang Hörl (Saalfelden am Steinernen Meer, 30 ottobre 1983) è un ex sciatore alpino austriaco, specialista dello slalom speciale.

## Biografia
Hörl, attivo in gare FIS dal novembre del 1998, in Coppa Europa ha esordito il 10 febbraio 2002 a Sappada (38º in slalom speciale), ha conquistato il primo podio il 27 febbraio 2007 a Hermagor-Pressegger See (3º in slalom gigante) e la prima vittoria il 15 marzo 2007 a Madesimo/Campodolcino (in slalom speciale). Ha debuttato in Coppa del Mondo il 20 gennaio 2008, giungendo 20º nello slalom speciale tenutosi a Kitzbühel; ai Mondiali di Garmisch-Partenkirchen 2011, sua unica presenza iridata, non ha concluso la prova di slalom speciale.
Il 22 gennaio 2012 ha colto a Kitzbühel in slalom speciale il suo miglior piazzamento in Coppa del Mondo (8º). Si è ritirato al termine della stagione 2015-2016; la sua ultima gara in Coppa del Mondo è stato lo slalom speciale disputato a Kranjska Gora il 6 marzo (non qualificato alla seconda manche), mentre l'ultima gara della carriera di Hörl è stato lo slalom speciale dei Campionati austriaci 2016, il 31 marzo a Dienten am Hochkönig.

## Palmarès

### Coppa del Mondo
- Miglior piazzamento in classifica generale: 68º nel 2009

### Coppa Europa
- Miglior piazzamento in classifica generale: 14º 2011
- 10 podi:
  - 2 vittorie
  - 3 secondi posti
  - 5 terzi posti

#### Coppa Europa - vittorie
| Data             | Località              | Paese    | Specialità |
| ---------------- | --------------------- | -------- | ---------- |
| 15 marzo 2007    | Madesimo/Campodolcino | Italia   | SL         |
| 20 dicembre 2012 | Zuoz/Sankt Moritz     | Svizzera | SL         |

Legenda:

SL = slalom speciale

### Campionati austriaci
- 3 medaglie[2]:
  - 1 oro (slalom speciale nel 2013)
  - 1 argento (slalom speciale nel 2014)
  - 1 bronzo (slalom speciale nel 2010)

### Campionati austriaci juniores
- 1 medaglia[2]:
  - 1 oro (slalom speciale nel 2002)